# فرد جاي كوك
فرد جاي كوك (بالإنجليزية: Fred J. Cook)‏ هو صحفي أمريكي، ولد في 8 مارس 1911، وتوفي في 4 أبريل 2003.